# Qaz
Qaz (persiska: قز) är en ort i Iran.   Den ligger i provinsen Khorasan, i den nordöstra delen av landet, 600 km öster om huvudstaden Teheran. Qaz ligger 1 478 meter över havet och antalet invånare är 377.
Terrängen runt Qaz är huvudsakligen kuperad, men åt sydväst är den platt. Terrängen runt Qaz sluttar söderut. Runt Qaz är det ganska glesbefolkat, med 29 invånare per kvadratkilometer. Närmaste större samhälle är Sabzevar, 16,8 km söder om Qaz. Trakten runt Qaz består i huvudsak av gräsmarker.